# Union socialiste arabe (Libye)
Pour les articles homonymes, voir Union socialiste arabe.
L'Union socialiste arabe (en arabe : الاتّحاد الاشتراكى العربى, al-Ittiḥād al-Ištirākī 'l-ʿArabī) était un parti politique libyen fondé en 1971 par Mouammar Kadhafi pour servir de parti unique à la République arabe libyenne et pour revendiquer l'héritage politique de Nasser, fondateur du parti homonyme en Égypte.

## Historique
L'Union socialiste arabe libyenne est fondée en 1971, deux ans après la prise du pouvoir par Mouammar Kadhafi ; ce dernier s'inspire alors étroitement de l'exemple de Nasser en Égypte. Le dirigeant libyen se veut alors l'héritier politique du président égyptien, décédé l'année précédente, et se réclame de la version nassériste du nationalisme arabe, du socialisme arabe et du panarabisme. Le mouvement est conçu moins comme un véritable parti politique que comme un instrument de contrôle social : tout libyen est tenu d'en être membre, par le biais d'un comité local ou provincial. 
Kadhafi semble avoir vu le parti avant tout comme un instrument de communication entre lui-même, le Conseil de Commandement de la Révolution (gouvernement de la Libye) et le peuple, et comme un outil qui lui permettrait d'éviter la force d'inertie des élites intermédiaires. Le dirigeant libyen apparaît cependant avoir été déçu des capacités de mobilisation et de contrôle de l'Union socialiste arabe, et avoir craint qu'elle ne renforce le pouvoir des élites locales. En outre, les tentatives de Kadhafi, entre 1972 et 1974, de concrétiser le panarabisme en unifiant son pays avec l'Égypte et la Syrie, puis avec la Tunisie, se soldent par des échecs. Kadhafi ressent comme des affronts ces épisodes, qui le convainquent de s'éloigner de l'ancienne génération des dirigeants arabes et de tenter de nouvelles formes de gouvernement et d'activisme politique. En 1975, le parti connaît une brusque transformation, étant déclaré « ouvert à tous », ce qui constitue le prélude à sa dissolution pure et simple. À partir du 2 mars 1977, plus aucun parti politique n'est autorisé en Libye, Kadhafi prônant désormais la démocratie directe.